# Cidade pequena
Cidade pequena, cidadezinha ou pequena cidade é um termo comumentemente usado em urbanismo para designar cidades que abriguem menos de cinquenta mil habitantes. A quantidade de pequenas cidades no Brasil é grande, com quase 5000 cidades pelo país nessa classificação, segundo o IBGE.
Uma observação é que a quantidade mínima de habitantes para um vilarejo ser elevado à categoria de cidade varia de país a país. Para a ONU é urbano qualquer agrupamento humano com mais de 20 mil habitantes.